# اولگا بوندارنکو
اولگا بوندارنکو (روسی: О́льга Петро́вна Бондаре́нко-Кренцер؛ زادهٔ ۲ ژوئن ۱۹۶۰) دونده دو استقامت سابق اهل روسیه است.
از افتخارات وی میتوان به کسب مدال طلا دو ۱۰٬۰۰۰ متر در بازی‌های المپیک تابستانی ۱۹۸۸ اشاره کرد.